# Walter F. Gelinski
Walter F. Gelinski oder Walter Gelinski,
chinesisch 瓦尔特·格林斯基 (geboren 24. September 1937; gestorben 23. Januar 2023) war ein deutscher Fotograf und Kameramann beim Norddeutschen Rundfunk (NDR).

## Leben und Werk
Mitte der 1960er Jahre arbeitete Gelinski als Kameramann unter der Regie von Rolf Busch für den 1966 produzierten Fernsehfilm Standgericht.
Viele Jahre arbeitete Gelinski für das Landesfunkhaus Niedersachsen des NDR am Maschsee in Hannover. Er lieferte bis dahin hauptsächlich Bilder für die regionale Berichterstattung über Niedersachsen, beispielsweise im Nordschau-Magazin oder die Sendereihe Niedersachsenforum. Er arbeitete hinter der Kamera bei der von Hans-Joachim Kulenkampff präsentierten Quizsendung Einer wird gewinnen und drehte Berichte wie Sport am Wochenende. Zu seinem Repertoire zählten aber auch Porträts wie beispielsweise das des Musikers Yehudi Menuhin.

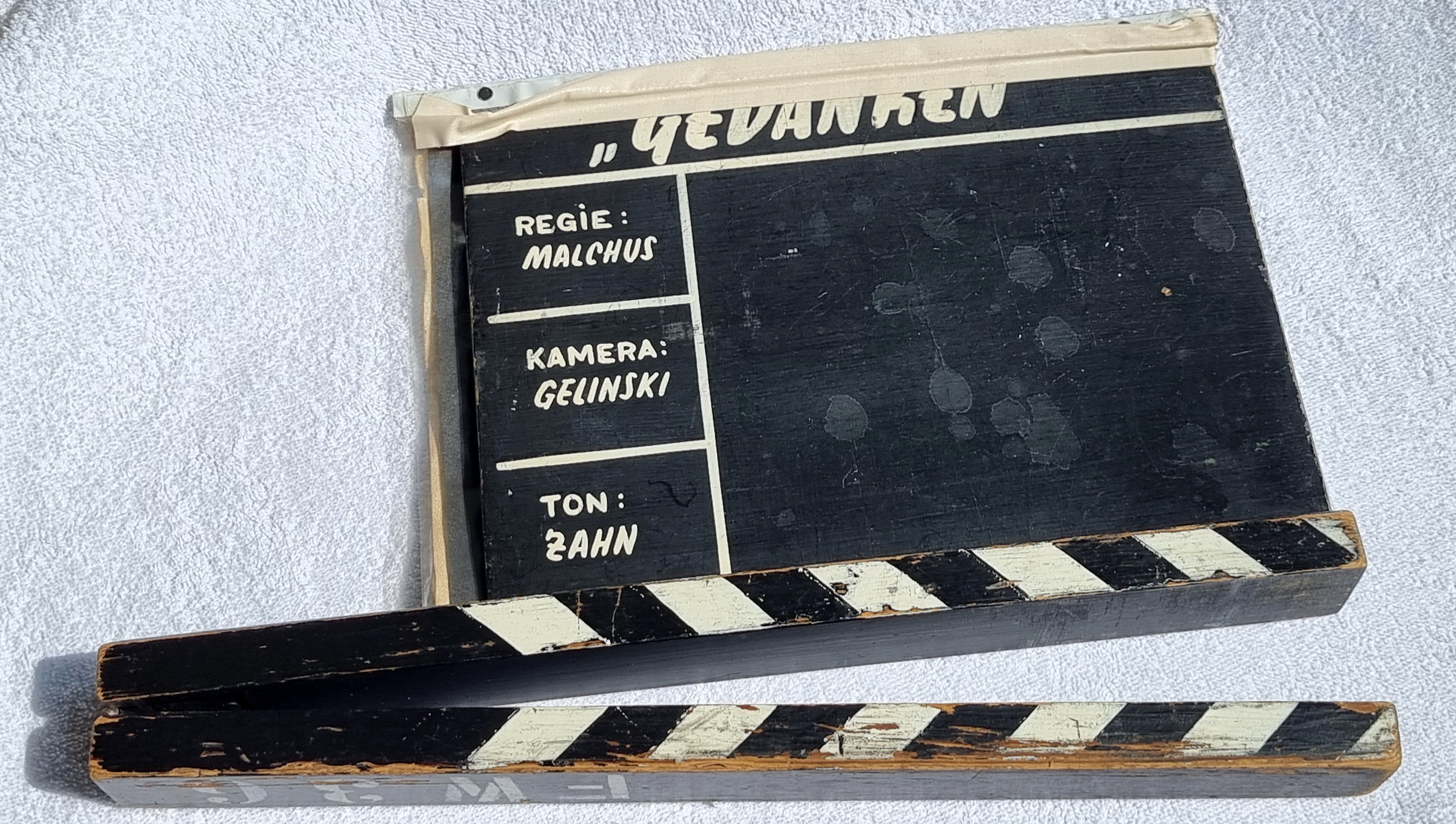
Filmklappe für den Film Gedanken unter der Regie von Peter D. Malchus und an der Kamera Walter F. Gelinski

1984 bewarb sich Gelinski, der seinerzeit für das gearbeitet hatte, als Kameramann für das im selben Jahr neu eingerichtete ARD-Fernsehstudio in Peking. Mit dem ersten Fernsehkorrespondenten der ARD in der chinesischen Hauptstadt, Jürgen Bertram, sowie mit Helga Bertram arbeitete Gelinski dort noch 1989 – dem Jahr des Tian’anmen-Massakers – für die ARD.
Für den NDR drehte Gelinski in Begleitung des Schwitters-Experten Klaus Stadtmüller die am 25. Juni 1991 erstmals ausgestrahlte Fernsehdokumentation Exzellenz Kurt Schwitters – Fürst von Hjertöy anlässlich der Wieder-Auffindung des Zweiten Merzbaus, den Schwitters in der Zeit seines norwegischen Exils errichtet hatte.
Erstmals für das im Sommer 1998 durchgeführte N3-Filmprojekt Kurs Nordkap wurde für Gelinski als Kameramann eine Art Notsitz konstruiert, von dem aus er mit dem Rücken zur Flugrichtung die Aufnahmen durch die geöffnete Flugzeugtür drehen konnte. Dafür saß er rechts neben dem Piloten Jörg Seeling vom Aeroclub Hodenhagen. Gelinskis damalige Kameraassistenten waren Jörg Teiwes sowie der Luftfahrt-Experte Gunter Hartung.
Etwa zwei Jahre später startete Gelinski am 6. August 2000 erneut mit einem NDR-Fernsehteam aus Hannover mit einer Cessna C-182 für eine achtteilige Staffel in der Reihe NordseeReport. Dabei entstanden – bei zahlreichen Zwischenstopps – Filmaufnahmen „auf Sicht“ entlang der britischen Nordseeküste von Dover aus bis nach Orkney. Zusätzlich zu den 8 Folgen wurde eine auf 45 Minuten zusammengeschnittene Dokumentation erstellt mit Luftaufnahmen, Berichten über regionale Ereignisse und Porträts von Persönlichkeiten und ihren Berufen.
2006 drehte Gelinski unter der Regie von Gunter Hartung und mit dem Ton-Assistenten Philipp Dorow die 60-minütige Dokumentation Der zweite Erstflug über die einzelnen Arbeitsschritte zur Rekonstruktion des von Karl Jatho 1903 gebauten Motorflugzeuges. Der Film wurde durch Aufnahmen von der Produktion des Airbus A380 in Hamburg und Toulouse ergänzt.